# سیارک ۱۰۰۲۳
سیارک ۱۰۰۲۳ (به انگلیسی: 10023 Vladifedorov، نامگذاری:1979WX3) ده هزار و بیست و سومین سیارک کشف شده‌است که در ۱۷ نوامبر ۱۹۷۹ کشف شد.
قدر مطلق سیارک برابر ۲۱٫۴ است.